# Calliotropis ceciliae
Calliotropis ceciliae is een slakkensoort uit de familie van de Eucyclidae. De wetenschappelijke naam van de soort is voor het eerst geldig gepubliceerd in 2010 door Vilvens & Sellanes.